# 榆州 (辽朝)
榆州，中国辽朝时设置的州。
辽太宗天显五年（930年）辽朝设置头下军州榆州，辽圣宗开泰年间，收归朝廷。治所在和众县（今辽宁省凌源市西14里城关镇十八里堡古城址）。下辖境和众县、永和县。金太祖天辅六年（1122年）被金朝占领，为大定府支郡。金熙宗皇统三年（1143年）废除榆州，和众县改属大定府。
历任榆州刺史
- 张建立（辽太宗时）
- 张彦英（辽世宗时）
- 张彦胜（辽穆宗时）
- 张文煦（辽景宗时）
- 张守节（辽圣宗时）
- 张遏通（辽圣宗时）
- 秦德昌（辽兴宗时）
- 耶律仲禧（咸雍初年）
- 高士宁（辽道宗时）
- 杜悆（辽道宗时）